# Strandvliet (metrostation)
Strandvliet is een station van de Amsterdamse metro, gelegen op de grens van Amsterdam-Zuidoost en de gemeente Ouder-Amstel, in de wijk Venserpolder. Het bovengrondse metrostation is geopend op 14 oktober 1977 en maakt deel uit van Geinlijn 54. Sinds 28 mei 1997 wordt station Strandvliet ook bediend door Ringlijn 50, die hier zijn tracé met lijn 54 deelt.
Het station ligt iets ten noorden van het Ajax-stadion, de Johan Cruijff ArenA, tussen de sporen van de NS-lijn Amsterdam - Utrecht. Net ten zuiden van het station buigen de twee enkelsporige viaducten van de Utrechtboog van NS af in westelijke richting.
De naam Strandvliet is afkomstig van een historische boerderij uit 1750, gesitueerd aan de voormalige Rijksstraatweg 110 in Duivendrecht, die in 1972 werd afgebroken om plaats te maken voor de verhoogde spoor- en metrobaan.
Zijn huidige en oorspronkelijke naam herkreeg station Strandvliet op 10 december 2006. De toevoeging ArenA, die het station droeg sinds de opening van het stadion in 1996, verviel en in plaats daarvan werd station Amsterdam Bijlmer (ten zuiden van het stadion) hernoemd tot Amsterdam Bijlmer ArenA. In metromaterieel van voor dit jaartal duikt de toevoeging ArenA nog weleens op.
Het station heeft een eilandperron met aan beide uiteinden een uitgang. De zuidelijke uitgang vervult een rol in het stadionvervoer ten behoeve van de ArenA. Daarvoor zijn aan de westzijde van deze stationshal dranghekken aangebracht, die alleen na afloop van wedstrijden of concerten dienstdoen. Beide uitgangen kennen een identieke hoofdopzet die langs de Oostlijn ook is toegepast op alle andere stations met een of twee toegangen aan de uiteinden. De liftschacht van de noordelijke uitgang is echter, net zoals op het twee stations zuidelijker gelegen Bullewijk niet van een lift voorzien en afgesloten.
De glaspanelen van de lichtstraten in de schuin oplopende daken van de beide stationshallen zijn uitgevoerd in de kleuren van de regenboog. Dit kunstwerk is vervaardigd door Rolf Adel.

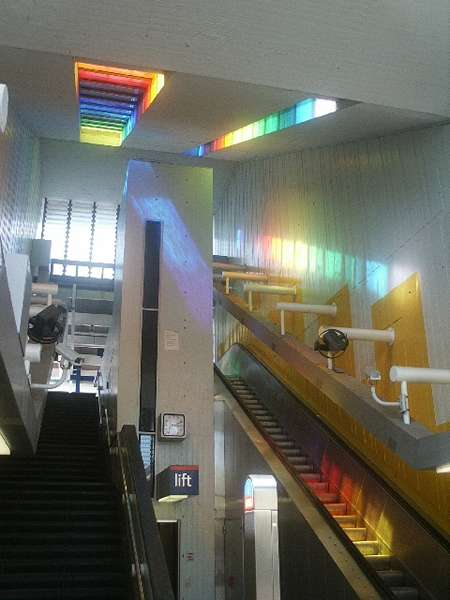
Trapportaal
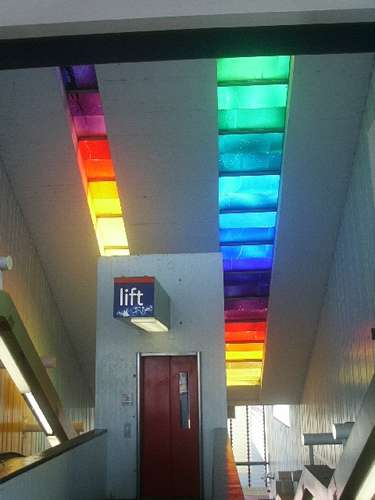
Lift
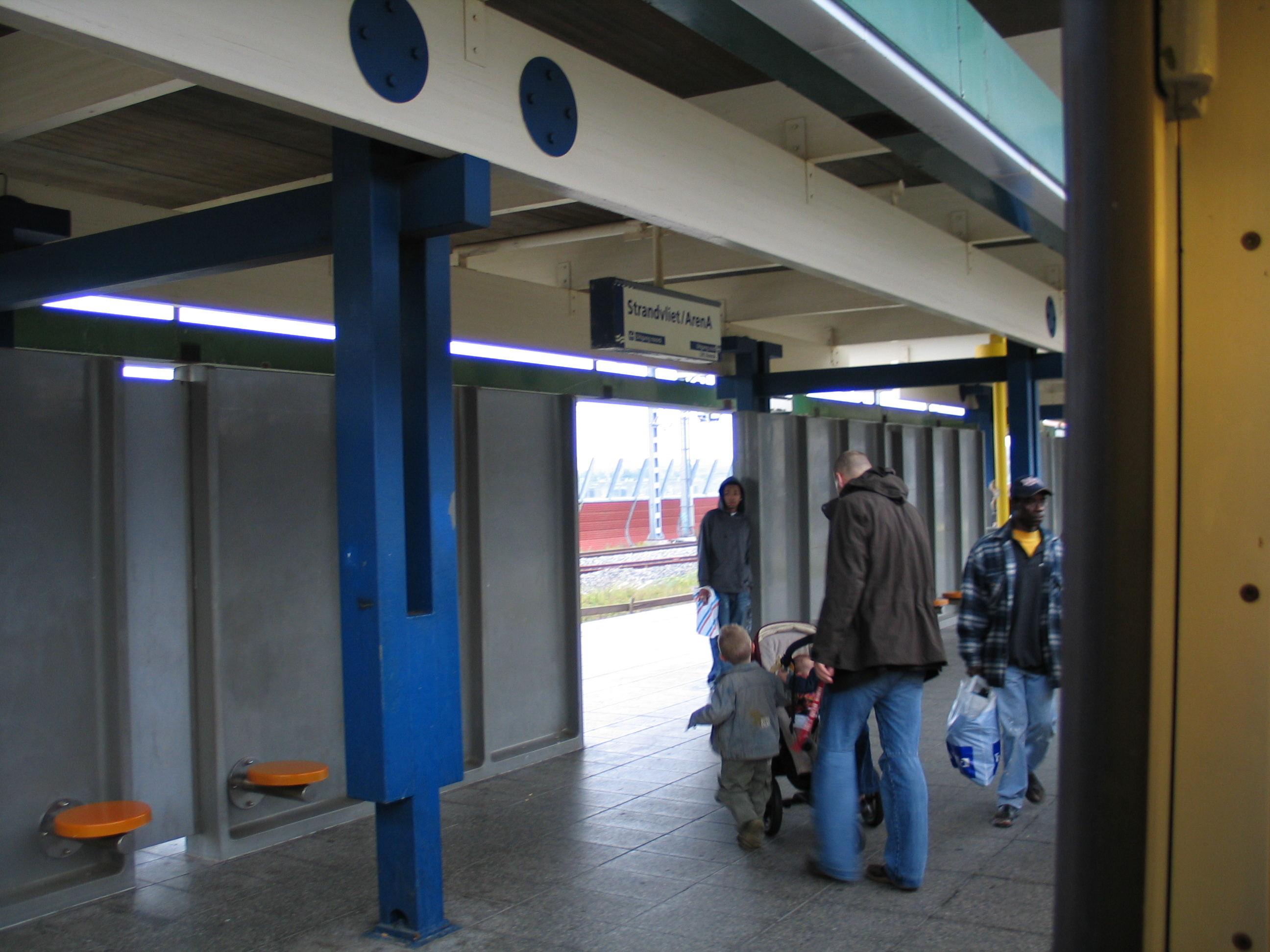
Perron
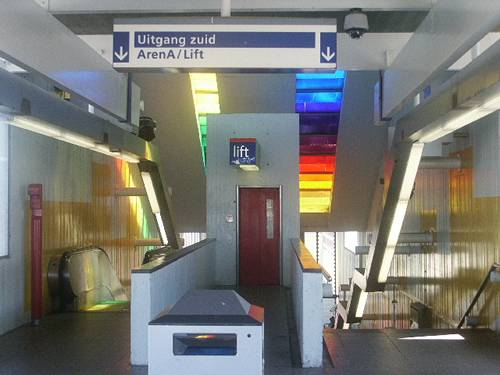
Uitgang Zuid